# 遼東公孫氏
遼東公孫氏，中國古代士族，起源在東漢。在黃巾之亂時，被任命為遼東太守的公孫度在遼東半島建立半獨立政權。
其領土在朝鮮半島的中西部，以樂浪郡與帶方郡為主，南方與三韓相接，東北為高句麗，西北為烏丸與鮮卑。曾建立燕國，位於中華文化圈的北境，與異國，異民族關係很深，韓國與日本的歷史皆與他們相關。

## 歷史
公孫氏至東北地方發展歷史很早，在東漢末年，有出身遼西的公孫瓚，玄菟郡太守公孫琙。公孫度家族原居遼東，其父公孫延，至玄菟郡發展，任郡吏。189年，公孫度被任命為遼東太守。之後，脫離東漢自立，取得樂浪郡，其勢力曾經到達山東半島。
204年，公孫度嫡子公孫康繼位。他建立帶方郡，勢力伸展到韓國與日本。之後臣服於曹操，公孫康被任命為左將軍。
在公孫恭繼位之後，公孫康之子公孫淵發動叛亂，於228年取得政權。在魏，蜀，吳三國併立之時，公孫淵一方面對曹魏表示臣服，一方面聯絡孫吳，進行合作。236年，在曹魏皇帝曹叡時，公孫淵自立為燕王，建立年號紹漢。
曹魏派遣毌丘儉任幽州太守後，公孫淵勢力衰退。238年，曹魏派遣太尉司馬懿攻打公孫淵，發動魏滅燕之戰，包圍襄平城。公孫淵與公孫脩突圍失敗，燕國滅亡。在遼東的公孫氏家族遭到滅族，屍體被堆積起來，成為京觀。在洛陽的分支，公孫晃一族也遭到處刑。

## 與日本的關係
在黃巾之亂前後，倭國大亂，卑彌呼曾遣使入貢。在當時，倭國朝貢的道路被公孫氏控制，日本學者推測，倭國可能曾經向公孫氏進貢。在公孫氏被滅亡之後，才向曹魏進貢。
在日本《新撰姓氏錄》中，有稱為常世連的一族，是由朝鮮半島至日本的歸化人。他們的先祖據說是公孫氏。

## 家族系譜
| 公孫延 | 公孫延 | 公孫延 | 公孫延 | 公孫延 | 公孫延 |  |  | 公孫度 | 公孫度 | 公孫度 | 公孫度 | 公孫度 | 公孫度 |  |  | 公孫康 | 公孫康 | 公孫康 | 公孫康 | 公孫康 | 公孫康 |  |  | 公孫晃 | 公孫晃 | 公孫晃 | 公孫晃 | 公孫晃 | 公孫晃 |  |  |        |        |        |        |        |        |  |  |
| 公孫延 | 公孫延 | 公孫延 | 公孫延 | 公孫延 | 公孫延 |  |  | 公孫度 | 公孫度 | 公孫度 | 公孫度 | 公孫度 | 公孫度 |  |  | 公孫康 | 公孫康 | 公孫康 | 公孫康 | 公孫康 | 公孫康 |  |  | 公孫晃 | 公孫晃 | 公孫晃 | 公孫晃 | 公孫晃 | 公孫晃 |  |  |        |        |        |        |        |        |  |  |
|        |        |        |        |        |        |  |  |        |        |        |        |        |        |  |  |        |        |        |        |        |        |  |  |        |        |        |        |        |        |  |  |        |        |        |        |        |        |  |  |
|        |        |        |        |        |        |  |  |        |        |        |        |        |        |  |  | 公孫恭 | 公孫恭 | 公孫恭 | 公孫恭 | 公孫恭 | 公孫恭 |  |  | 公孫淵 | 公孫淵 | 公孫淵 | 公孫淵 | 公孫淵 | 公孫淵 |  |  | 公孫脩 | 公孫脩 | 公孫脩 | 公孫脩 | 公孫脩 | 公孫脩 |  |  |
|        |        |        |        |        |        |  |  |        |        |        |        |        |        |  |  | 公孫恭 | 公孫恭 | 公孫恭 | 公孫恭 | 公孫恭 | 公孫恭 |  |  | 公孫淵 | 公孫淵 | 公孫淵 | 公孫淵 | 公孫淵 | 公孫淵 |  |  | 公孫脩 | 公孫脩 | 公孫脩 | 公孫脩 | 公孫脩 | 公孫脩 |  |  |